# Urinal am Oudezijds Voorburgwal

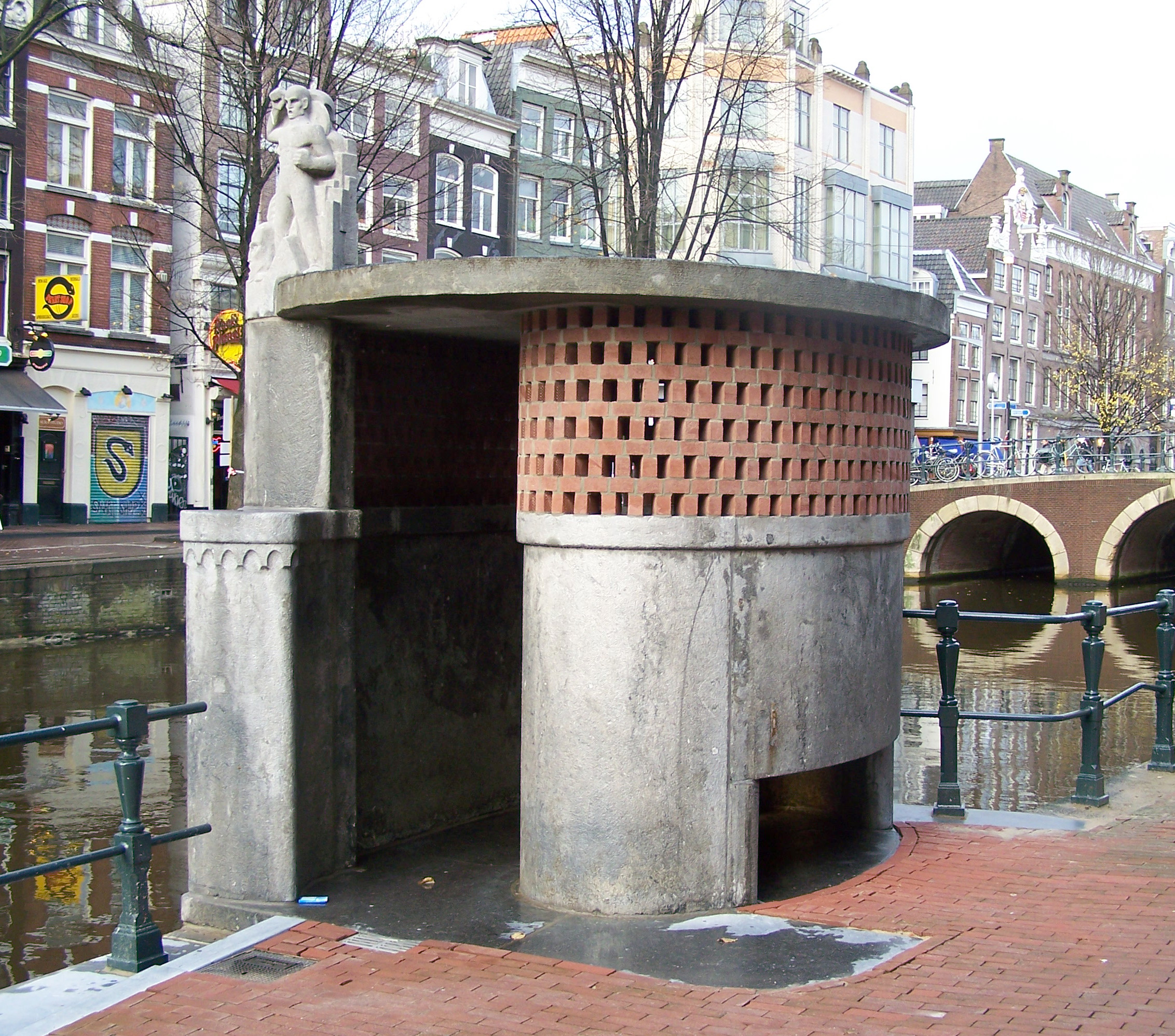
Urinal am Oudezijds Voorburgwal in Amsterdam

Das Urinal am Oudezijds Voorburgwal ist ein denkmalgeschütztes Pissoir gegenüber dem Gebäude am Oudezijds Voorburgwal 193 im Stadtviertel Burgwallen Oude Zijde von Amsterdam.

## Gebäude
Die Bedürfnisanstalt in Form eines mit einem überhängenden flachen Steindach abgedeckten Backsteingittermauerwerks auf einem auf einer Stahlplatte errichteten Natursteinsockel, der links des Eingangs mit einem Rundbogenfries geschmückt ist, wurde von Allard Remco Hulshoff entworfen und von den Amsterdamer Stadtwerken errichtet. Auf dem Dach steht eine Skulptur eines Redners mit geballter Faust von Hildo Krop, auf deren Rückseite mehrere Gesichter mit offenem Mund dargestellt sind.

## Geschichte
Das Urinal wurde 1926 zur gleichen Zeit wie der neue Flügel des damaligen Rathauses im Stil der Amsterdamer Schule gebaut, der im Museum Het Schip dokumentiert wird. Es wurde am 27. September 2001 im Sinne eines Nationaldenkmals zum Rijksmonument erklärt.